# Deux Frères (film, 2004)
Pour les articles homonymes, voir Deux Frères.
Pour plus de détails, voir Fiche technique et Distribution.
Deux Frères (Two Brothers à l'international) est un film franco-britannique de Jean-Jacques Annaud, sorti en 2004.
Il met en scène Guy Pearce et Freddie Highmore dans les rôles principaux.

## Synopsis
Dans les années 1920 en Indochine, dans les forêts du Nord du Cambodge, deux jeunes frères tigres naissent loin de toute civilisation, dans les ruines d'un temple khmer à la splendeur passée.
Alors qu'ils grandissent tranquillement dans leur milieu naturel, les deux petits tigres voient leur destin bouleversé par la volonté des hommes, chasseurs et pilleurs venus chercher quelques statues des temples d'Angkor. Les deux frères capturés seront séparés puis vendus, l'un, appelé Sangha, à un prince local et l'autre, appelé Kumal, à un cirque.
Un an plus tard, ils se retrouveront dans le décor meurtrier d'une arène, au cours d'un combat entre les deux félins devenus adultes. Mais au cours de cette sanglante bataille, ils se reconnaîtront, et parviendront à s'enfuir ensemble pour rejoindre leur terre natale.

## Fiche technique
Sauf indication contraire, les informations mentionnées dans cette section peuvent être confirmées par la base de données cinématographiques IMDb,  présente dans la section « Liens externes ».

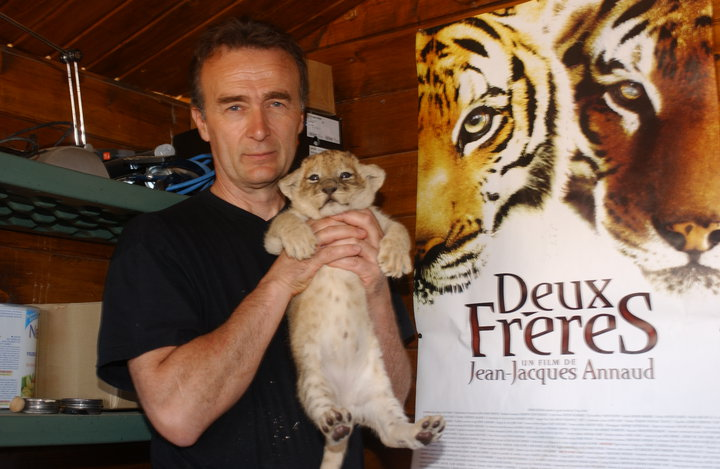
Le dresseur Thierry Le Portier avec un bébé tigre.

- Titre original et québécois : Deux Frères
- Titre anglais et international : Two Brothers
- Réalisation : Jean-Jacques Annaud
- Scénario : Jean-Jacques Annaud et Alain Godard, sur une idée originale de Jean-Jacques Annaud
- Musique : Stephen Warbeck
- Direction artistique : Gilles Iscan, Franck Schwarz et Steve Spence
- Décors : Pierre Quefféléan
- Costumes : Pierre-Yves Gayraud
- Photographie : Jean-Marie Dreujou
- Son : Vincent Arnardi, Matthew Gough, Mike Prestwood Smith, Christian Wangler
- Montage : Noëlle Boisson
- Production : Jake Eberts et Jean-Jacques Annaud
  - Production exécutive : Xavier Castano
  - Production déléguée : Jean-Yves Asselin
  - Production associée : Flore Michiels et Ben Spector
  - Coproduction : Timothy Burrill et Paul Rassam
- Sociétés de production[1] :
  - France : Pathé Renn Productions et TF1 Films Production, avec la participation de Pathé et Canal+
  - Royaume-Uni : Two Brothers Productions et Allied Filmmakers
- Sociétés de distribution[2] : Pathé Distribution (France) ; Pathé Entertainment (Royaume-Uni) ; Alternative Films (Belgique) ; Universal Studios (Québec) ; Pathé Films AG (Suisse romande)
- Budget : 59 700 000 €[3]
- Pays de production :  France,  Royaume-Uni
- Langues originales : anglais, thaï et français
- Format[4] : couleur — 35 mm — 2,35:1 (CinemaScope) — son DTS | Dolby Digital
- Genre : aventures, drame
- Durée : 109 minutes
- Dates de sortie[5] :
  - France, Belgique, Suisse romande : 7 avril 2004[6],[7]
  - Québec : 25 juin 2004[8]
  - Royaume-Uni : 23 juillet 2004
- Classification[9] :
  - France : tous publics[10]
  - Belgique : tous publics (Alle Leeftijden)[6]
  - Suisse romande : interdit aux moins de 7 ans[11]
  - Québec : tous publics (G - General Rating)[8]
  - Royaume-Uni : pour un public de 4 ans et plus (U - Universal - Suitable for all)[12]

## Distribution
Source VF : Voxofilm
- Guy Pearce (VF : David Krüger) : Aidan McRory
- Freddie Highmore (VF : Théo Gebel) : Raoul Normandin
- Jean-Claude Dreyfus (VF : lui-même) : administrateur Eugène Normandin
- Philippine Leroy-Beaulieu (VF : elle-même) : Madame Normandin
- Oahn Nguyen (VF : Bertrand Liebert) : son excellence
- Moussa Maaskri (VF : lui-même) : Saladin
- Vincent Scarito (VF : Joel Zaffarano) : Zerbino
- Maï Anh Lê (VF : Elle-même ?) : Naï-Rea
- Sithao Petcharoen (Jaran ou Sitao ou See Tao) : le chef du village
- Stéphanie Lagarde (VF : elle-même) : Madame Paulette
- Bernard Flavien : Majordome de son excellence
- Annop Varapanya (VF : Jean-Pierre Michaël) : sergent Van Tranh
- David Gant (en) : acheteur
- Teerawat Mulvilai Ka-Nge : Verlaine
- Somjin Chimwong Nen : Napoleon
- Nozha Khouadra (VF : elle-même) : Madame Zerbino
- Bô Gaultier de Kermoal : garçon de cirque

## Production

### Genèse et développement
Dans les années 1980, alors qu'il travaille sur L'Ours (1988), le réalisateur Jean-Jacques Annaud se rend régulièrement dans des zoos pour trouver l'animal qu'il mettra en vedette. Il est alors toujours fasciné par le regard des tigres, même s'il choisit finalement l'ours car, souvent debout, il serait plus facilement identifiable. Mais il garde toujours le félin dans un coin de sa tête. À la fin des années 1990, alors qu'il est en vacances sur l'île yéménite de Socotra, Jean-Jacques Annaud commence l'écriture d'un script. Pour peaufiner son écriture, il se rend dans le parc national de Ranthambore dans le Rajasthan où il côtoie des spécialistes du tigre asiatique. Il échange également avec Thierry Le Portier, dresseur avec lequel il avait travaillé sur L'Ours.
Il situe son histoire dans l'Indochine française des années 1920, car il est passionné par cette période.

### Attribution des rôles
Christian Clavier était initialement pressenti pour incarner le personnage de l'ambassadeur. Le rôle est finalement revenu à Jean-Claude Dreyfus.

### Tournage

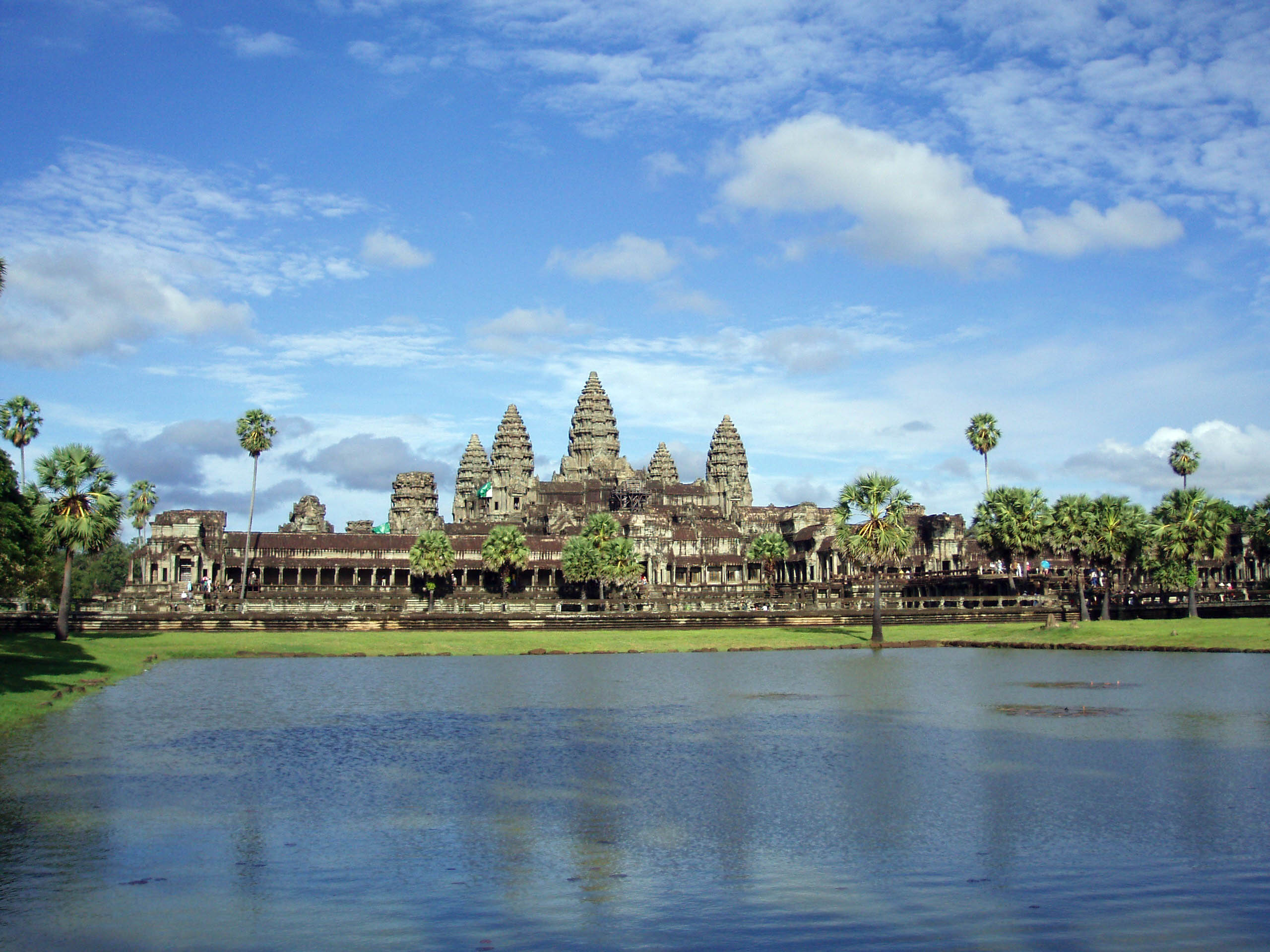
Le temple Angkor Vat, sur le site d'Angkor, au Cambodge.

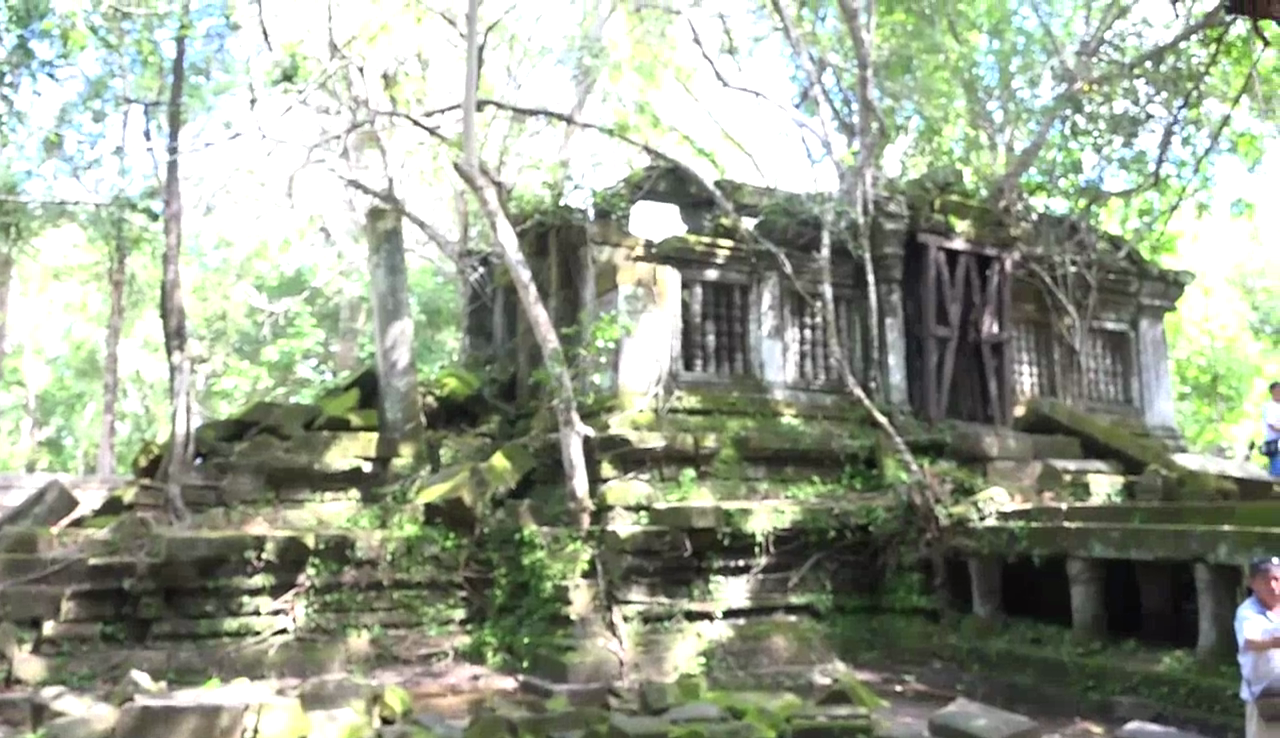
Le temple Beng Mealea, sur le site d'Angkor, au Cambodge.

Le tournage débute le 21 octobre 2002 et dure six mois. Il a lieu en Thaïlande et au Cambodge, essentiellement sur le site de Beng Mealea, à environ 40 km à l'est d'Angkor. Jean-Jacques Annaud obtint un accord avec les autorités Apsara : ses assistants installeraient des praticables en matériaux naturels (surtout du bois), destinés au tournage, et ceux-ci seraient ensuite laissés en place pour faciliter la visite du lieu par les touristes ; s'ajoute de plus le financement de la réfection de quatre-vingt kilomètres de route en latérite, 10 000 dollars par jour de tournage sur le site de Beng Mealea, etc..
Certaines scènes ont également été tournées en France, notamment aux studios 91 de Saint-Germain-lès-Arpajon, et à Paris.
Très tôt dans son processus de création, Jean-Jacques Annaud hésite entre tourner en 35 mm ou avec une caméra numérique. Il réalise un test avec un tigre du dresseur Thierry Le Portier au Puy du Fou. Après montage, il est impressionné par la qualité des images numériques. De plus, le tournage avec les animaux est souvent difficile et imprévisible : avec une caméra numérique, il peut laisser tourner sa caméra sans gâcher de pellicule.
Thierry Le Portier a utilisé près de trente tigres dont dix-huit bébés. Un « hôtel » à tigres a même été créé près du plateau.
Pour des raisons de sécurité, les humains et les tigres ont été filmés séparément, et les images ont été superposées au montage final.

## Musique
La musique du film est composée par le Britannique Stephen Warbeck.

### Liste des titres
1. The Two Brothers - 2:44
2. In the Forest - 3:10
3. The Search for Kumal - 5:24
4. The Raft - 2:27
5. La vergine degli angeli - 4:41 (tiré de l'opéra La forza del destino de Giuseppe Verdi)
6. Aidan & Kumal - 2:21
7. Chasing the Truck - 1:58
8. The Hunt - 3:15
9. The Tiger Broken - 1:47
10. Goodnight Story - 3:00
11. Havoc - 1:23
12. Sangha the Outcast - 2:47
13. Aidan & Raoul - 3:15
14. Recognition - 3:23
15. Kumal & Sangha - 1:50
16. Through the Flames - 3:01
17. To Freedom - 3:10
18. Return to the River - 2:57
19. Goodbye  - 6:59 (contient Plaisir d'amour composée par Jean-Paul-Égide Martini)

## Accueil

### Accueil critique
En France, les critiques sont assez positives. Sur le site Allociné, qui recense 15 titres de presse, le film obtient une note moyenne de 3,5/5. Du côté des avis positifs, Pierre Vavasseur écrit dans Le Parisien que c'est « un film généreux, humaniste, plein d'humour, de tendresse et d'émotion ». Aurélien Ferenczi de Télérama pense c'est « moins un manuel d'éthologie assaisonné d'écologie new age qu'un solide film d'aventures exotiques, plutôt bien ficelé (...). Idéal pour remplacer une visite au zoo en famille, en cas de pluie ».
Certains sont moins enthousiastes, comme Thomas Sotinel du Monde qui regrette « Une intrigue désuète, située dans une Indochine qui fait penser au Congo de Tintin ». Dans Libération, Gilles Renault regrette que Jean-Jacques Annaud soit « obnubilé par ses bestioles » et qu'il « en oublie vite que des acteurs ordinaires traversent également le cadre à intervalles réguliers ». Olivier De Bruyn de Première remarque que le film « plébiscite la fable enfantine et le divertissement transgénérationnel » sans chercher un « réalisme documentaire ».
Dans L'Humanité, Vincent Ostria pense que « Annaud tente de rééditer son succès de l'Ours en faisant plier la nature à des fantasmes simplistes. Ce qui a pour effet d'appauvrir le réel, de transformer les fauves en automates, et les acteurs en caricatures ».
Aux États-Unis, les critiques sont plus positives qu'en France, puisque le film totalise notamment 78% d'opinions favorables pour 114 critiques recensées par l'agrégateur Rotten Tomatoes.

### Box-office
Le film a rapporté 19 175 579 $ au box-office américain. Il totalise 42 995 296 $ de recettes dans le reste du monde, pour un total de 62 170 875 $ dans le monde entier. En France, le film totalise 3 326 113 entrées.

## Distinctions
Entre 2004 et 2005, Deux Frères a été sélectionné 4 fois dans diverses catégories et a remporté 2 récompenses,.

### Récompenses
- César 2005 : César du meilleur montage pour Noëlle Boisson.
- Prix Genèse (Genesis Awards) 2005 : Prix Genèse du meilleur long métrage.

### Nominations
- Prix de l'Association des médias environnementaux 2004 : Meilleur long métrage.
- César 2005 : Meilleure photographie pour Jean-Marie Dreujou.